# Homely Girl
«Homely Girl» es una canción interpretada por el grupo musical estadounidense The Chi-Lites. Fue publicado en diciembre de 1973 como el tercer y último sencillo de su sexto álbum de estudio, Chi-Lites.

## Escritura y temática
«Homely Girl» fue escrita y compuesta por el vocalista principal de the Chi-Lites, Eugene Record, y Stan McKenny. La letra trata sobre una patita fea que se convierte en la dama más bella de la ciudad.

## Recepción de la crítica
Un escritor no especificado de la revista Blues & Soul la describe como una canción “buena melodía con un arreglo muy inteligente y digno de elogio”, pero reconoce que no es tan fuerte como «Stoned Out of My Mind». Un escritor no especificado de la revista Billboard señaló que la canción “tiene una cualidad suave y fluida, marcada por una flauta suave y fluida e instrumentos apacibles”. Un escritor no especificado de la revista Record World le otorgó el certificado de “Hit of the Week”, y señaló que “las voces suaves se ven acentuadas por un buen trabajo de respaldo”.

## Lista de canciones
Todas las canciones escritas y compuestas por Eugene Record y Stan McKenney.
1. «Homely Girl» – 3:23
2. «I Never Had It So Good (and Felt So Bad)» – 5:07